# Chromadorina parobtusa
Chromadorina parobtusa är en rundmaskart som först beskrevs av Allgen 1947.  Chromadorina parobtusa ingår i släktet Chromadorina och familjen Chromadoridae. Inga underarter finns listade i Catalogue of Life.